# Spirostreptus falcicollis
Spirostreptus falcicollis är en mångfotingart som beskrevs av Porath 1872. Spirostreptus falcicollis ingår i släktet Spirostreptus och familjen Spirostreptidae. Inga underarter finns listade i Catalogue of Life.